# Yako (mitologia)

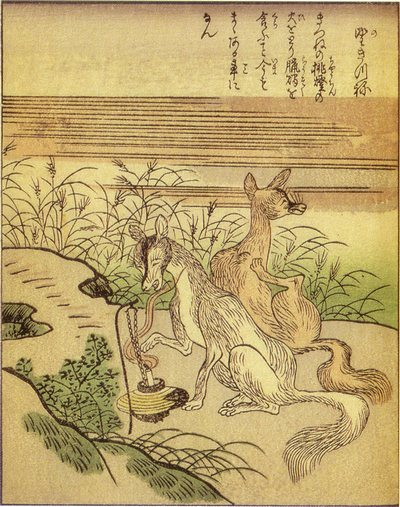
Nogitsune di Takehara Shunsen, tratta dalla serie Ehon hyaku monogatari

La yako o nogitsune  (野狐? lett. "volpe di campo") nella mitologia e nel folklore giapponese è una volpe (kitsune) maligna e dispettosa, che si differenzia dalle benevoli zenko (善狐? lett. "volpi buone") per la sua natura maliziosa e malvagia. Come narra una leggenda di Kyūshū, essa avrebbe la capacità di possedere le persone, che quando entrano in tale stato sono chiamate yako-tsuki (野狐憑き?).

## Caratteristiche
L'aspetto della yako è perlopiù sempre lo stesso nelle varie leggende, e si differenzia dalle volpi normali per i colori bianco e nero. È leggermente più grande di un topo e più piccola di un gatto. Originariamente le leggende indicavano la yako come invisibile agli occhi. A Hirado, nella Prefettura di Nagasaki, si narra che porti sempre dietro di sé una grande folla di volpi che cammina con lei, e così è nata la frase "compagnia di mille volpi-yako (ヤコの千匹連れ?, yako no senbiki ture)."
Nelle prefetture di Nagasaki e Saga e in altre zone nel nord di Kyūshū, chi è posseduto da una yako mostra sintomi simili a quelli di una malattia. Sull'Isola Iki, sono anche chiamati yakō e assomigliano a donnole. Si dice che quando una si nasconda sotto le ascelle di qualcuno, quella persona sarebbe divenuta uno yako-tsuki. Si narra che il contatto con la lingua di una yako provochi prima bruciature e tagli, poi il vaiolo ed infine la morte. Per liberarsi dal vaiolo di una nogitsune bisogna spargersi con le ceneri della corteccia di uno pterostyrax hispidus tagliata con una spada.
Nel sud di Kyūshū, se una famiglia è posseduta da una yako, allora anche tutta la discendenza sarebbe composta da yako-tsuki e le nogitsune avrebbero successivamente posseduto anche i loro animali. Ma si dice che una famiglia di yako-tsuki inciti le yako a possedere anche altre persone con cui si abbiano cattive relazioni. A Kiire, nella prefettura di Kagoshima, si dice che una persona posseduta da una nogitsune entri in uno stato simile al coma.